# Ө (слово ћирилице)
Ө ө (Ө ө; искошено: Ө ө) је писмо ћириличног писма. Зове се пречето О или Œ. Ө се користи у писмима башкирског, бурјатског, калмичког, казашког (на ћирилици), хантијског, киргиског, татарског, туванског, монголског и јакутског језика.  
Обично представља предње заобљене самогласнике /ø/ и /œ/, осим у монголском где представља /о:/ или /ɵ/.  На казашком, ово писмо такође може да изражава /вʉ/.  Недавно је писмо усвојено и у правопису коми-јазва језика, где представља блиско-средњи централизовани задњи незаобљен или слабо заобљен самогласник /ɤ/.  Међународна фонетска абецеда користи латински пандан идентичног облика, ɵ, да представља заокружени самогласник близу средине, а понекад и средњи централни заокружени самогласник.
Ө се најчешће романизује као ⟨Ö⟩;  али његово ISO 9 пресловљавање је ⟨ô⟩. У 2018. години било је предлога да се ⟨Ó⟩ користи као романизација "/⟨Ое⟩ на казашком, али је годину дана касније сертификовано као ⟨Ö⟩. У туванском, киргиском и монголском ћириличном писму се може писати као двоструки самогласник.

## Рачунарски кодови
| Знак                      | Ө                                | Ө                                | ө                              | ө                              |
| ------------------------- | -------------------------------- | -------------------------------- | ------------------------------ | ------------------------------ |
| Назив у Уникоду           | CYRILLIC CAPITAL LETTER BARRED O | CYRILLIC CAPITAL LETTER BARRED O | CYRILLIC SMALL LETTER BARRED O | CYRILLIC SMALL LETTER BARRED O |
| Врста кодирања            | децимална                        | хексадецимална                   | децимална                      | хексадецимална                 |
| Уникод                    | 1256                             | U+04E8                           | 1257                           | U+04E9                         |
| UTF-8                     | 211 168                          | D3 A8                            | 211 169                        | D3 A9                          |
| Нумеричка референца знака | &#1256;                          | &#x4E8;                          | &#1257;                        | &#x4E9;                        |

## Слична слова
• Ö ö : Латиничко слово О са дијарезом/умлаутом.
• Œ œ : Латиничка лигатура ОЕ.
• О о : Ћириличко слово О.
• O o : Латиничко слово О.